# Matías Viña
Matías Nicolás Viña Susperreguy (Empalme Olmos, 9 novembre 1997) è un calciatore uruguaiano, difensore del Flamengo e della nazionale uruguaiana.

## Biografia
Nato in Uruguay ad Empalme Olmos, ha origini italiane.

## Caratteristiche tecniche
Di ruolo terzino sinistro, dispone di grande corsa e capacità di arrivare sul fondo, per poi andare al cross, oltre a essere bravo anche nella fase realizzativa. Adattabile anche nel ruolo di difensore centrale, alla spinta offensiva abbina pure ottime doti fisiche: alto 180 cm, è forte nel gioco aereo, oltre a disporre di un'ottima propensione all’anticipo sull'avversario.

## Carriera

### Club

#### Gli inizi in Sud America
Cresciuto nelle giovanili del Nacional, ha esordito il 2 aprile 2017 in prima squadra in occasione della sconfitta esterna contro il Boston River (3-1).
Il 31 gennaio 2020, l'uruguaiano viene acquistato dai brasiliani del Palmeiras per 4,5 milioni di euro. Con i biancoverdi si fregia della vittoria della Coppa Libertadores 2020.

#### Roma
L'8 agosto 2021, Viña si trasferisce a titolo definitivo alla Roma, a fronte di un corrispettivo fisso pari a 13 milioni di euro. Debutta in giallorosso il 19 agosto seguente, nel suo primo match di sempre in Conference League, disputando per interno la gara esterna vinta contro il Trabzonspor (1-2). Esordisce in Serie A tre giorni più tardi, prendendo parte alla vittoria casalinga sulla Fiorentina (3-1).
Nella sua prima stagione con la formazione giallorossa il terzino trova spazio regolarmente, anche se il suo rendimento viene considerato altalenante. Ciononostante, vince la prima edizione della UEFA Europa Conference League, partecipando anche alla finale vinta per 1-0 contro il Feyenoord (subentrando all'89º minuto).
L'anno successivo, invece, viene messo ai margini della rosa, disputando sette partite fra campionato e coppe prima di venire ceduto.

#### Prestiti a Bournemouth e Sassuolo
Il 30 gennaio 2023, Viña viene ufficialmente ceduto in prestito oneroso al Bournemouth, in Premier League, con un'opzione per il riscatto fissata a 15 milioni di euro. Il 6 giugno 2023 è stato annunciato che il club inglese non avrebbe riscattato il giocatore, rimandandolo alla Roma il 30 giugno seguente.
Il 31 luglio seguente viene ceduto al Sassuolo in prestito con diritto di riscatto. Dopo 16 presenze complessive, il 24 gennaio 2024 il prestito viene risolto.

#### Flamengo
Il 25 gennaio 2024, Viña è stato acquistato a titolo definitivo per 9 milioni dal Flamengo, con cui sottoscrive un contratto fino al 31 dicembre 2028.

### Nazionale
Nel 2017 con la nazionale Under-20 uruguaiana ha preso parte al campionato mondiale, disputando 4 partite, ed al vittorioso campionato sudamericano, disputando 8 partite e segnando una rete.
Il 7 settembre 2019 debutta in nazionale maggiore nel successo per 1-2 in amichevole contro la Costa Rica. Diventa presto un titolare della Celeste, con cui disputa da titolare la Copa América 2021.
Nel novembre del 2022, viene inserito dal CT Diego Alonso nella rosa partecipante ai Mondiali di calcio in Qatar.
L'8 giugno 2024 viene inserito nella lista dei convocati per la Copa América. Quindici giorni dopo fa il suo esordio nella competizione nella sfida vinta 3-1 ai gironi contro Panama, in cui ha segnato la sua prima rete con l'Albiceleste.

## Statistiche

### Presenze e reti nei club
Statistiche aggiornate al 1° giugno 2025.
| Stagione         | Squadra          | Campionato       | Campionato | Campionato | Coppe nazionali | Coppe nazionali | Coppe nazionali | Coppe continentali | Coppe continentali | Coppe continentali | Altre coppe | Altre coppe | Altre coppe | Totale | Totale | Totale |
| Stagione         | Squadra          | Comp             | Pres       | Reti       | Comp            | Pres            | Reti            | Comp               | Pres               | Reti               | Comp        | Pres        | Reti        | Pres   | Reti   |        |
| ---------------- | ---------------- | ---------------- | ---------- | ---------- | --------------- | --------------- | --------------- | ------------------ | ------------------ | ------------------ | ----------- | ----------- | ----------- | ------ | ------ | ------ |
| 2017             | Nacional         | PD               | 4          | 0          | -               | -               | -               | CL                 | 0                  | 0                  | -           | -           | -           | 4      | 0      |        |
| 2018             | Nacional         | PD               | 1          | 0          | -               | -               | -               | CL                 | 0                  | 0                  | SU          | 1           | 0           | 2      | 0      |        |
| 2019             | Nacional         | PD               | 32+2       | 5          | -               | -               | -               | CL                 | 7                  | 0                  | -           | -           | -           | 41     | 5      |        |
| Totale Nacional  | Totale Nacional  | Totale Nacional  | 37+2       | 5          |                 | -               | -               |                    | 7                  | 0                  |             | 1           | 0           | 47     | 5      |        |
| 2020             | Palmeiras        | A1/SP+A          | 7+23       | 0+1        | CB              | 6               | 0               | CL                 | 12                 | 2                  | -           | -           | -           | 48     | 3      |        |
| gen.-ago. 2021   | Palmeiras        | A1/SP+A          | 10+4       | 1+0        | CB              | 0               | 0               | CL                 | 3                  | 1                  | SB+Cmc+RS   | 1+2+2       | 0           | 22     | 2      |        |
| Totale Palmeiras | Totale Palmeiras | Totale Palmeiras | 28+16      | 1+1        |                 | 6               | 0               |                    | 15                 | 3                  |             | 5           | 0           | 70     | 5      |        |
| 2021-2022        | Roma             | A                | 26         | 0          | CI              | 2               | 0               | UECL               | 9                  | 0                  | -           | -           | -           | 37     | 0      |        |
| 2022-gen. 2023   | Roma             | A                | 3          | 0          | CI              | 0               | 0               | UEL                | 4                  | 0                  | -           | -           | -           | 7      | 0      |        |
| Totale Roma      | Totale Roma      | Totale Roma      | 29         | 0          |                 | 2               | 0               |                    | 13                 | 0                  |             | -           | -           | 44     | 0      |        |
| gen.-giu. 2023   | Bournemouth      | PL               | 12         | 2          | FACup+CdL       | -               | -               | -                  | -                  | -                  | -           | -           | -           | 12     | 2      |        |
| 2023-gen. 2024   | Sassuolo         | A                | 15         | 0          | CI              | 1               | 0               | -                  | -                  | -                  | -           | -           | -           | 16     | 0      |        |
| 2024             | Flamengo         | A/RJ+A           | 5+9        | 0+0        | CB              | 3               | 0               | CL                 | 5                  | 1                  | -           | -           | -           | 22     | 1      |        |
| 2025             | Flamengo         | A/RJ+A           | 0+1        | 0+0        | CB              | 0               | 0               | CL                 | 0                  | 0                  | SB+Cmc      | 0           | 0           | 1      | 0      |        |
| Totale Flamengo  | Totale Flamengo  | Totale Flamengo  | 5+10       | 0+0        |                 | 3               | 0               |                    | 5                  | 1                  |             | -           | -           | 23     | 1      |        |
| Totale carriera  | Totale carriera  | Totale carriera  | 154        | 9          |                 | 12              | 0               |                    | 40                 | 4                  |             | 6           | 0           | 212    | 13     |        |

### Cronologia presenze e reti in nazionale
| Cronologia completa delle presenze e delle reti in nazionale ― Uruguay | Cronologia completa delle presenze e delle reti in nazionale ― Uruguay | Cronologia completa delle presenze e delle reti in nazionale ― Uruguay | Cronologia completa delle presenze e delle reti in nazionale ― Uruguay | Cronologia completa delle presenze e delle reti in nazionale ― Uruguay | Cronologia completa delle presenze e delle reti in nazionale ― Uruguay | Cronologia completa delle presenze e delle reti in nazionale ― Uruguay | Cronologia completa delle presenze e delle reti in nazionale ― Uruguay |
| Data                                                                   | Città                                                                  | In casa                                                                | Risultato                                                              | Ospiti                                                                 | Competizione                                                           | Reti                                                                   | Note                                                                   |
| ---------------------------------------------------------------------- | ---------------------------------------------------------------------- | ---------------------------------------------------------------------- | ---------------------------------------------------------------------- | ---------------------------------------------------------------------- | ---------------------------------------------------------------------- | ---------------------------------------------------------------------- | ---------------------------------------------------------------------- |
| 7-9-2019                                                               | San José                                                               | Costa Rica                                                             | 1 – 2                                                                  | Uruguay                                                                | Amichevole                                                             | -                                                                      | 82’                                                                    |
| 10-9-2019                                                              | Saint Louis                                                            | Stati Uniti                                                            | 1 – 1                                                                  | Uruguay                                                                | Amichevole                                                             | -                                                                      |                                                                        |
| 12-10-2019                                                             | Montevideo                                                             | Uruguay                                                                | 1 – 0                                                                  | Perù                                                                   | Amichevole                                                             | -                                                                      | 79’                                                                    |
| 15-10-2019                                                             | Lima                                                                   | Perù                                                                   | 1 – 1                                                                  | Uruguay                                                                | Amichevole                                                             | -                                                                      | 46’                                                                    |
| 15-11-2019                                                             | Budapest                                                               | Ungheria                                                               | 1 – 2                                                                  | Uruguay                                                                | Amichevole                                                             | -                                                                      | 68’                                                                    |
| 18-11-2019                                                             | Tel Aviv                                                               | Argentina                                                              | 2 – 2                                                                  | Uruguay                                                                | Amichevole                                                             | -                                                                      |                                                                        |
| 8-10-2020                                                              | Montevideo                                                             | Uruguay                                                                | 2 – 1                                                                  | Cile                                                                   | Qual. Mondiali 2022                                                    | -                                                                      |                                                                        |
| 13-10-2020                                                             | Quito                                                                  | Ecuador                                                                | 4 – 2                                                                  | Uruguay                                                                | Qual. Mondiali 2022                                                    | -                                                                      |                                                                        |
| 13-11-2020                                                             | Barranquilla                                                           | Colombia                                                               | 0 – 3                                                                  | Uruguay                                                                | Qual. Mondiali 2022                                                    | -                                                                      |                                                                        |
| 3-6-2021                                                               | Montevideo                                                             | Uruguay                                                                | 0 – 0                                                                  | Paraguay                                                               | Qual. Mondiali 2022                                                    | -                                                                      | 83’                                                                    |
| 8-6-2021                                                               | Caracas                                                                | Venezuela                                                              | 0 – 0                                                                  | Uruguay                                                                | Qual. Mondiali 2022                                                    | -                                                                      | 46’                                                                    |
| 18-6-2021                                                              | Brasilia                                                               | Argentina                                                              | 1 – 0                                                                  | Uruguay                                                                | Coppa America 2021 - 1º turno                                          | -                                                                      |                                                                        |
| 21-6-2021                                                              | Cuiabá                                                                 | Uruguay                                                                | 1 – 1                                                                  | Cile                                                                   | Coppa America 2021 - 1º turno                                          | -                                                                      | 85’                                                                    |
| 24-6-2021                                                              | Cuiabá                                                                 | Bolivia                                                                | 0 – 2                                                                  | Uruguay                                                                | Coppa America 2021 - 1º turno                                          | -                                                                      |                                                                        |
| 28-6-2021                                                              | Rio de Janeiro                                                         | Uruguay                                                                | 1 – 0                                                                  | Paraguay                                                               | Coppa America 2021 - 1º turno                                          | -                                                                      |                                                                        |
| 2-7-2021                                                               | Brasilia                                                               | Uruguay                                                                | 0 – 0 dts (2 – 4 dtr)                                                  | Colombia                                                               | Coppa America 2021 - Quarti di finale                                  | -                                                                      |                                                                        |
| 2-9-2021                                                               | Lima                                                                   | Perù                                                                   | 1 – 1                                                                  | Uruguay                                                                | Qual. Mondiali 2022                                                    | -                                                                      | 71’                                                                    |
| 9-9-2021                                                               | Montevideo                                                             | Uruguay                                                                | 1 – 0                                                                  | Ecuador                                                                | Qual. Mondiali 2022                                                    | -                                                                      | 73’                                                                    |
| 7-10-2021                                                              | Montevideo                                                             | Uruguay                                                                | 0 – 0                                                                  | Colombia                                                               | Qual. Mondiali 2022                                                    | -                                                                      |                                                                        |
| 10-10-2021                                                             | Buenos Aires                                                           | Argentina                                                              | 3 – 0                                                                  | Uruguay                                                                | Qual. Mondiali 2022                                                    | -                                                                      | 75’                                                                    |
| 14-10-2021                                                             | Manaus                                                                 | Brasile                                                                | 4 – 1                                                                  | Uruguay                                                                | Qual. Mondiali 2022                                                    | -                                                                      | 46’                                                                    |
| 29-3-2022                                                              | Santiago del Cile                                                      | Cile                                                                   | 0 – 2                                                                  | Uruguay                                                                | Qual. Mondiali 2022                                                    | -                                                                      |                                                                        |
| 5-6-2022                                                               | Kansas City                                                            | Stati Uniti                                                            | 0 – 0                                                                  | Uruguay                                                                | Amichevole                                                             | -                                                                      |                                                                        |
| 11-6-2022                                                              | Montevideo                                                             | Uruguay                                                                | 5 – 0                                                                  | Panama                                                                 | Amichevole                                                             | -                                                                      | 38’                                                                    |
| 23-9-2022                                                              | Sankt Pölten                                                           | Iran                                                                   | 1 – 0                                                                  | Uruguay                                                                | Amichevole                                                             | -                                                                      | 85’                                                                    |
| 27-9-2022                                                              | Bratislava                                                             | Canada                                                                 | 0 – 2                                                                  | Uruguay                                                                | Amichevole                                                             | -                                                                      | 73’                                                                    |
| 24-11-2022                                                             | Al Rayyan                                                              | Uruguay                                                                | 0 – 0                                                                  | Corea del Sud                                                          | Mondiali 2022 - 1º turno                                               | -                                                                      | 79’                                                                    |
| 28-11-2022                                                             | Lusail                                                                 | Portogallo                                                             | 2 – 0                                                                  | Uruguay                                                                | Mondiali 2022 - 1º turno                                               | -                                                                      | 86’                                                                    |
| 28-3-2023                                                              | Seul                                                                   | Corea del Sud                                                          | 1 – 2                                                                  | Uruguay                                                                | Amichevole                                                             | -                                                                      | 89’                                                                    |
| 14-6-2023                                                              | Montevideo                                                             | Uruguay                                                                | 4 – 1                                                                  | Nicaragua                                                              | Amichevole                                                             | -                                                                      | cap.                                                                   |
| 8-9-2023                                                               | Montevideo                                                             | Uruguay                                                                | 3 – 1                                                                  | Cile                                                                   | Qual. Mondiali 2026                                                    | -                                                                      | 77’                                                                    |
| 12-9-2023                                                              | Quito                                                                  | Ecuador                                                                | 2 – 1                                                                  | Uruguay                                                                | Qual. Mondiali 2026                                                    | -                                                                      | 90+2’                                                                  |
| 17-10-2023                                                             | Montevideo                                                             | Uruguay                                                                | 2 – 0                                                                  | Brasile                                                                | Qual. Mondiali 2026                                                    | -                                                                      | 84’                                                                    |
| 16-11-2023                                                             | Buenos Aires                                                           | Argentina                                                              | 0 – 2                                                                  | Uruguay                                                                | Qual. Mondiali 2026                                                    | -                                                                      | 46’                                                                    |
| 21-11-2023                                                             | Montevideo                                                             | Uruguay                                                                | 3 – 0                                                                  | Bolivia                                                                | Qual. Mondiali 2026                                                    | -                                                                      |                                                                        |
| 26-3-2024                                                              | Lens                                                                   | Costa d'Avorio                                                         | 2 – 1                                                                  | Uruguay                                                                | Amichevole                                                             | -                                                                      |                                                                        |
| 23-6-2024                                                              | Miami Gardens                                                          | Uruguay                                                                | 3 – 1                                                                  | Panama                                                                 | Coppa America 2024 - 1º turno                                          | 1                                                                      |                                                                        |
| 27-6-2024                                                              | East Rutherford                                                        | Uruguay                                                                | 5 – 0                                                                  | Bolivia                                                                | Coppa America 2024 - 1º turno                                          | -                                                                      | 83’                                                                    |
| 1-7-2024                                                               | Kansas City                                                            | Stati Uniti                                                            | 0 – 1                                                                  | Uruguay                                                                | Coppa America 2024 - 1º turno                                          | -                                                                      | 72’                                                                    |
| 6-7-2024                                                               | Paradise                                                               | Uruguay                                                                | 0 – 0 (4 – 2 dtr)                                                      | Brasile                                                                | Coppa America 2024 - Quarti di finale                                  | -                                                                      | 46’                                                                    |
| 13-7-2024                                                              | Charlotte                                                              | Canada                                                                 | 2 – 2 (3 – 4 dtr)                                                      | Uruguay                                                                | Coppa America 2024 - Finale 3º posto                                   | -                                                                      | 26’ 66’                                                                |
| Totale                                                                 |                                                                        | Presenze                                                               | 41                                                                     |                                                                        | Reti                                                                   | 1                                                                      |                                                                        |

## Palmarès

### Club

#### Competizioni statali
- Campionato paulista: 1

Palmeiras: 2020
- Campionato carioca: 2

Flamengo: 2024, 2025
- Taça Guanabara: 2

Flamengo: 2024, 2025

#### Competizioni nazionali
- Campionato uruguaiano: 1

Nacional: 2019
- Supercopa Uruguaya: 1

Nacional: 2019
- Coppa del Brasile: 2

Palmeiras: 2020
Flamengo: 2024
- Supercoppa del Brasile: 1

Flamengo: 2025

#### Competizioni internazionali
- Coppa Libertadores: 1

Palmeiras: 2020
- UEFA Conference League: 1

Roma: 2021-2022

### Nazionale
- Campionato sudamericano Under-20: 1

Ecuador 2017